# El Hefe
Aaron Abeyta, lepiej znany jako El Hefe lub krócej Hefe (ur. 8 sierpnia 1965) - gitarzysta punk rockowej grupy NOFX, grywa także na trąbce i śpiewa chórki. Jego pseudonim pochodzi od el jeffe z hiszpańskiego "szef". W zespole gra od roku 1991. Jest żonaty, ma 167 cm wzrostu. Mieszka w Kalifornii w USA. Z pochodzenia jest latynosem. Na płycie "White Trash, Two Heebs and a Bean" odpowiada mu Bean, czyli "Fasolka".

## Sprzęt
W roku 1999 używał gitary 1972 Fender Telecaster Guitar, efektu Dunlop 535 Cry-Baby Wah-Wah, i zestawu Mesa Boogie Mark III

## Dyskografia
- The Longest Line (1992)
- White Trash, Two Heebs and a Bean(1992)
- Punk in Drublic (1994)
- I Heard They Suck Live (1995)
- Heavy Petting Zoo (1996)
- So Long and Thanks for All The Shoes (1997)
- Pump Up The Valuum (2000)
- NOFX/Rancid BYO Split Series Volume III (2002)
- 45 or 46 Songs That Weren't Good Enough To Go On Our Other Records (2002)
- The War On Errorism (2003)
- Wolves in Wolves' Clothing (2006)
- Coaster (2009)
- Cokie the Clown (2009)